# Dragon II (противотанковый ракетный комплекс)
«Dragon II» — американский переносной противотанковый ракетный комплекс. Модифицированный вариант одноименного комплекса исходной модели. Предлагался в качестве дешёвой и доступной альтернативы постановке на вооружение дорогостоящих ПТРК нового поколения, требовавших больших затрат времени и денег на доводку. Конкуренцию ему, помимо перспективных национальных образцов противотанкового вооружения, составляли аналогичные комплексы иностранных производителей. Был принят на вооружение Армии США в 1985 году.

## История
Попытки замены «Дракона» первой модели предпринимались неоднократно практически с момента постановки его на вооружение, но все они были безуспешными, — американская промышленность тем временем накапливала опыт и новейшие технологии, которые в силу своей наукоёмкости и дороговизны не выходили за пределы опытных прототипов. Тем не менее, когда в середине 1980-х гг. очередной государственной программе разработки среднего противотанкового ракетного комплекса «Осом» после нескольких лет мытарств всё-таки дали «зелёный свет» в самых верхах военно-политического руководства страны (предварительно «похоронив» ряд не менее достойных начинаний), армейский генералитет понял, что замена «Дракона» на нечто новое — вопрос уже решённый, и стал подыскивать наиболее дешёвые альтернативы для потенциальной замены. Далеко ходить не пришлось, поскольку у «Макдоннел-Дуглас», — оригинального разработчика и производителя «Дракона», — уже имелся наготове модифицированный вариант комплекса, который и был принят на вооружение в 1985 году.
Пока американские военно-промышленные компании боролись за право внедрения высоких технологий в производство, приглашения принять участие в конкурсе на замену «Дракона» были разосланы за рубеж, партнёрам по НАТО с куда более примитивными, но в то же время намного более дешёвыми образцами. На объявленный конкурс откликнулись шведский концерн «Бофорс» с экспортной модификацией комплекса «Билл» и франко-германский консорциум «Аэроспасьяль»/«Мессершмитт-Бёльков-Блом» с комплексом «Милан-2». Последний вскоре выбыл из участия в конкурсе в результате отзыва заявки конкурсантом. Первый этап совместных испытаний двух комплексов проводился с ноября 1990 по июль 1991 года на стрельбище Редстоунского арсенала в штате Алабама (с фиксированных пусковых установок дистанционно) и на полигоне военной базы «Форт-Беннинг», Джорджия (с переносных комплексов стрелками вручную). Подготовка стрелков-операторов из числа военнослужащих рядового состава велась непосредственно на месте проведения испытаний гражданскими специалистами прибывшими с заводов-изготовителей. В ходе испытаний оба комплекса показали одинаковую вероятность поражения целей, безразличие к помехам, простоту и надёжность в эксплуатации, при этом «Дракон-2» продемонстрировал большую вероятность попадания, а «Билл» — большую вероятность уничтожения цели. Кроме своей разрушительности и пробивающей способности, «Билл» показал в два раза большую дальность стрельбы, в то время как за «Драконом» осталась большая компактность и возможность обслуживания одним стрелком, а не расчётом, а также возможность десантирования парашютным способом со швартовкой к телу десантника (без применения грузового контейнера). Испытания завершились 14 января 1992 года, и поскольку оба комплекса продемонстрировали в ходе испытаний примерно сопоставимые показатели боевой эффективности, Министр армии США Майкл Стоун отдал приказ оставить «Дракон-2» на вооружении до тех пор, пока не будут устранены все недостатки уже готовящегося к принятию на вооружение «Джавелина» (то есть, до апреля 1996 года). Другим немаловажным фактором стал распад СССР — вероятного противника номер один, в результате чего исчезла угроза сухопутным силам США в Европе для которых указанные комплексы и предназначались в первую очередь. Кроме того, в сравнении с другими образцами американских ПТРК «Дракон-2» был весьма и весьма дешёвым, так как не требовал для себя запуска новых производственных линий и полного переучивания личного состава, уступая в цене только своей швейцарской модификации — «Швейцарскому Дракону».

## Сравнительная характеристика
| Общие сведения и сравнительная характеристика американских средних противотанковых ракетных комплексов различных изготовителей | Общие сведения и сравнительная характеристика американских средних противотанковых ракетных комплексов различных изготовителей | Общие сведения и сравнительная характеристика американских средних противотанковых ракетных комплексов различных изготовителей | Общие сведения и сравнительная характеристика американских средних противотанковых ракетных комплексов различных изготовителей | Общие сведения и сравнительная характеристика американских средних противотанковых ракетных комплексов различных изготовителей | Общие сведения и сравнительная характеристика американских средних противотанковых ракетных комплексов различных изготовителей | Общие сведения и сравнительная характеристика американских средних противотанковых ракетных комплексов различных изготовителей | Общие сведения и сравнительная характеристика американских средних противотанковых ракетных комплексов различных изготовителей |
| Прототип | Прототип | «Topkick» | «Dragon II» | «FOG-M» | «FOG-M» | «Javelin» | «Striker» |
| --- | --- | --- | --- | --- | --- | --- | --- |
| Изображение | | | | | | | |
| Задействованные структуры | | | | | | | |
| Генеральный подрядчик | Генеральный подрядчик | «Ford Aerospace» | «McDonnell Douglas» | «Hughes Aircraft» | «Hughes Aircraft» | «Texas Instruments» | «Raytheon» |
| Субподрядчики | Субподрядчики | «General Dynamics» | «Kollsman Instruments» | «Honeywell» | «Honeywell» | «Martin Marietta» | |
| Субподрядчики | Субподрядчики | «Loral Systems» | | «Boeing» | «Boeing» | | |
| Система наведения | | | | | | | |
| Режим управления полётом ракеты | Режим управления полётом ракеты                                                                                                | полуавтоматический | полуавтоматический | ручной | автоматический | автоматический | автоматический |
| Устройство наведения ракеты на цель | Устройство наведения ракеты на цель                                                                                            | станция лазерной подсветки | станция передачи команд по проводам                                                                                            | станция передачи команд по проводам                                                                                            | инфракрасная головка самонаведения с фокальноплоскостным матричным приёмником излучения                                        | инфракрасная головка самонаведения с фокальноплоскостным матричным приёмником излучения                                        | инфракрасная головка самонаведения с фокальноплоскостным матричным приёмником излучения                                        |
| Устройство наведения ракеты на цель | Устройство наведения ракеты на цель                                                                                            | с оптическим дневным или ночным прицелом                                                                                       | с оптическим дневным или ночным прицелом                                                                                       | с ТВ-дисплеем | с высокой | с низкой | с низкой |
| Устройство наведения ракеты на цель | Устройство наведения ракеты на цель                                                                                            | с оптическим дневным или ночным прицелом                                                                                       | с оптическим дневным или ночным прицелом                                                                                       | с ТВ-дисплеем | разрешающей способностью | | |
| Метод наведения ракеты | Метод наведения ракеты | трёхточечный | трёхточечный | трёхточечный | двухточечный | двухточечный | двухточечный |
| Метод наведения ракеты | Метод наведения ракеты | метод совмещения | метод совмещения | метод совмещения | метод погони | метод погони | метод пропорционального сближения                                                                                              |
| Метод наведения ракеты | Метод наведения ракеты | автоматического | автоматического | ручного с | метод погони | метод погони | метод пропорционального сближения                                                                                              |
| Метод наведения ракеты | Метод наведения ракеты | с постоянным | с нулевым | произвольным | с переменным | с переменным | с переменным |
| Метод наведения ракеты | Метод наведения ракеты | коэффициентом упреждения | | | | | |
| Время боевой работы | прицеливания | абсолютный минимум | минимум | норма | норма | превышение допустимых параметров                                                                                               | превышение допустимых параметров                                                                                               |
| Время боевой работы | полёта | минимум | превышение допустимых параметров                                                                                               | превышение допустимых параметров                                                                                               | превышение допустимых параметров                                                                                               | превышение допустимых параметров                                                                                               | превышение допустимых параметров                                                                                               |
| Помехозащищённость | Помехозащищённость | абсолютная | абсолютная | абсолютная | относительная | относительная | относительная |
| Помехоустойчивость | Помехоустойчивость | высокая | высокая | абсолютная | низкая | низкая | низкая |
| Угрожающие факторы помеховой обстановки | искусственные | оптические помехи | оптические помехи | не влияют | тепловые ловушки | тепловые ловушки | тепловые ловушки |
| Угрожающие факторы помеховой обстановки | естественные | не влияют | не влияют | не влияют | пыль, дым, огонь, туман, погодно-климатические факторы                                                                         | пыль, дым, огонь, туман, погодно-климатические факторы                                                                         | пыль, дым, огонь, туман, погодно-климатические факторы                                                                         |
| Ракета | | | | | | | |
| Боевая часть ракеты | тип | кумулятивная боевая часть с металлической облицовкой воронки (эффект Монро)                                                    | кумулятивная боевая часть с металлической облицовкой воронки (эффект Монро)                                                    | кумулятивная боевая часть с металлической облицовкой воронки (эффект Монро)                                                    | кумулятивная боевая часть с металлической облицовкой воронки (эффект Монро)                                                    | кумулятивная боевая часть с металлической облицовкой воронки (эффект Монро)                                                    | кумулятивная боевая часть с металлической облицовкой воронки (эффект Монро)                                                    |
| Боевая часть ракеты | тип | тандемная | цельная | тандемная | тандемная | тандемная | цельная |
| Боевая часть ракеты | детонация | строго над целью вниз | строго вперёд | строго вперёд | строго вперёд | строго вперёд | строго вперёд |
| Боевая часть ракеты | разрушение | минимум | абсолютный минимум | норма | норма | абсолютный максимум | максимум |
| Траектория полёта ракеты | Траектория полёта ракеты | неизменная запрограммированная                                                                                                 | неизменная запрограммированная                                                                                                 | изменяемая стрелком | изменяемая стрелком | изменяемая стрелком | изменяемая стрелком |
| Траектория полёта ракеты | Траектория полёта ракеты | над линией визирования | по линии визирования | произвольно | произвольно | до пуска из двух вложенных вариантов                                                                                           | до пуска из двух вложенных вариантов                                                                                           |
| Корректировка полёта ракеты стрелком | Корректировка полёта ракеты стрелком                                                                                           | возможна | возможна | возможна | невозможна | невозможна | невозможна |
| Боевые возможности | | | | | | | |
| Эффективная дальность стрельбы | Эффективная дальность стрельбы                                                                                                 | норма | абсолютный минимум | абсолютный максимум | абсолютный максимум | минимум | минимум |
| Вероятность попадания | Вероятность попадания | норма | минимум | абсолютный минимум | абсолютный минимум | максимум | абсолютный максимум |
| Ответный огонь обстреливаемой цели | Ответный огонь обстреливаемой цели                                                                                             | может отрицательно повлиять на вероятность попадания                                                                           | может отрицательно повлиять на вероятность попадания                                                                           | может отрицательно повлиять на вероятность попадания                                                                           | не влияет на вероятность попадания                                                                                             | не влияет на вероятность попадания                                                                                             | не влияет на вероятность попадания                                                                                             |
| Стрельба с закрытых огневых позиций | Стрельба с закрытых огневых позиций                                                                                            | невозможна | невозможна | предпочтительна | предпочтительна | невозможна | невозможна |
| Стрельба по загоризонтным целям | Стрельба по загоризонтным целям                                                                                                | невозможна | невозможна | предпочтительна | предпочтительна | невозможна | невозможна |
| Стрельба по целям за преградами | Стрельба по целям за преградами                                                                                                | неэффективна | неэффективна | эффективна | эффективна | допустима | допустима |
| Стрельба сквозь плотную дымовую завесу | Стрельба сквозь плотную дымовую завесу                                                                                         | проблематична | нецелесообразна | эффективна по любой цели | эффективна по любой цели | эффективна только по авто- и бронетехнике                                                                                      | эффективна только по авто- и бронетехнике                                                                                      |
| Стрельба в условиях густого тумана | Стрельба в условиях густого тумана                                                                                             | проблематична | бесполезна | эффективна | эффективна | проблематична | проблематична |
| Смена огневой позиции после пуска | Смена огневой позиции после пуска                                                                                              | недопустима | недопустима | допустима | допустима | предпочтительна | предпочтительна |
| Повторный обстрел цели после пуска | Повторный обстрел цели после пуска                                                                                             | невозможен до попадания или промаха                                                                                            | невозможен до попадания или промаха                                                                                            | невозможен до попадания или промаха                                                                                            | возможен сразу же после пуска                                                                                                  | возможен сразу же после пуска                                                                                                  | возможен сразу же после пуска                                                                                                  |
| Демаскирующие факторы стрельбы | Демаскирующие факторы стрельбы                                                                                                 | максимум | абсолютный максимум | норма | норма | минимум | абсолютный минимум |
| Относительный вес | Относительный вес | близкий к минимуму | превышение | норма | норма | превышение | абсолютный минимум |
| Эксплуатационные вопросы | | | | | | | |
| Простота | эксплуатационная | требует специальной подготовки                                                                                                 | требует специальной подготовки                                                                                                 | требует особых навыков | требует особых навыков | примитивен, выстрелил и выбросил                                                                                               | примитивен, выстрелил и выбросил                                                                                               |
| Простота | технологическая | максимум | абсолютный максимум | норма | норма | абсолютный минимум | минимум |
| Цена серийного боеприпаса, тыс. $ | относительная | минимум | абсолютный минимум | норма | норма | абсолютный максимум | максимум |
| Цена серийного боеприпаса, тыс. $ | фиксированная | 90 | 15 | 110 | 110 | 150 | н/д |
| Цена серийного боеприпаса, тыс. $ | в ценах на момент войсковых испытаний                                                                                          | | | | | | |
| Оценочная стоимость программы работ, млн $ | | | | | | | |
| минимум | 108 | 12 | 110 | 110 | 120 | 120 | |
| норма | 180 | 30 | 220 | 220 | 300 | 300 | |
| максимум | 230 | 38 | 290 | 290 | 390 | 390 | |
| Источники информации - Jane’s Weapon Systems 1986—87. / Edited by Ronald T. Pretty. — 17th ed. — London: Jane’s Publishing Company, 1986. — P. 68—69. — 1127 p. — (Jane’s Yearbooks) — ISBN 0-7106-0832-2. - Jane’s Weapon Systems 1987—88. / Edited by Bernard Blake. — 18th ed. — London: Jane’s Publishing Company, 1987. — P. 148—150. — 1100 p. — (Jane’s Yearbooks) — ISBN 0-7106-0845-4. - Angelis D., Ford D. N., Dillard J. T. Valuation of Real Options as Competitive Prototyping in System Development. // Defense Acquisition Research Journal. — Fort Belvoir, VA: Defense Acquisition University, July 2014. — Vol. 21. — № 3. — P. 676—682. | | | | | | | |

## Тактико-технические характеристики
Источники информации : 
- Прицельные приспособления — раздельно стыкующиеся, дневной и ночной прицелы
- Категория мобильности — носимый
- Боекомплект — одна ракета
- Взрыватель — контактный ударного действий
- Минимальная дальность стрельбы — 65 м
- Эффективная дальность стрельбы — 950 м
- Среднее время полёта ракеты на расстояние 900 м — 10,2 сек
- Полная боевая масса комплекса — 33,1 кг
- Масса ракеты в пусковой трубе — 26,76 кг

## Дальнейшее развитие задела
|             |             |             |             |             |             |  |  |                     |                     |                     |                     |                     |                     |  |  | HAW (1964) | HAW (1964) | HAW (1964) | HAW (1964) | HAW (1964) | HAW (1964) |  |  |               |               |               |               |                     |               |               |  | AHAMS (1978)     | AHAMS (1978)     | AHAMS (1978)     | AHAMS (1978)     | AHAMS (1978)     | AHAMS (1978)     |  |  |                   |                   |                   |                   |                   |                   |
|             |             |             |             |             |             |  |  |                     |                     |                     |                     |                     |                     |  |  | HAW (1964) | HAW (1964) | HAW (1964) | HAW (1964) | HAW (1964) | HAW (1964) |  |  |               |               |               |               |                     |               |               |  | AHAMS (1978)     | AHAMS (1978)     | AHAMS (1978)     | AHAMS (1978)     | AHAMS (1978)     | AHAMS (1978)     |  |  |                   |                   |                   |                   |                   |                   |
| BRAT (1959) | BRAT (1959) | BRAT (1959) | BRAT (1959) | BRAT (1959) | BRAT (1959) |  |  | Tow Sidekick (1961) | Tow Sidekick (1961) | Tow Sidekick (1961) | Tow Sidekick (1961) | Tow Sidekick (1961) | Tow Sidekick (1961) |  |  | MAW (1964) | MAW (1964) | MAW (1964) | MAW (1964) | MAW (1964) | MAW (1964) |  |  | Dragon (1967) | Dragon (1967) | Dragon (1967) | Dragon (1967) | Dragon (1967)       | Dragon (1967) |               |  | Dragon II (1980) | Dragon II (1980) | Dragon II (1980) | Dragon II (1980) | Dragon II (1980) | Dragon II (1980) |  |  | Dragon III (1989) | Dragon III (1989) | Dragon III (1989) | Dragon III (1989) | Dragon III (1989) | Dragon III (1989) |
| BRAT (1959) | BRAT (1959) | BRAT (1959) | BRAT (1959) | BRAT (1959) | BRAT (1959) |  |  | Tow Sidekick (1961) | Tow Sidekick (1961) | Tow Sidekick (1961) | Tow Sidekick (1961) | Tow Sidekick (1961) | Tow Sidekick (1961) |  |  | MAW (1964) | MAW (1964) | MAW (1964) | MAW (1964) | MAW (1964) | MAW (1964) |  |  | Dragon (1967) | Dragon (1967) | Dragon (1967) | Dragon (1967) | Dragon (1967)       | Dragon (1967) |               |  | Dragon II (1980) | Dragon II (1980) | Dragon II (1980) | Dragon II (1980) | Dragon II (1980) | Dragon II (1980) |  |  | Dragon III (1989) | Dragon III (1989) | Dragon III (1989) | Dragon III (1989) | Dragon III (1989) | Dragon III (1989) |
|             |             |             |             |             |             |  |  |                     |                     |                     |                     |                     |                     |  |  |            |            |            |            |            |            |  |  |               |               |               |               | Tank Breaker (1978) |               |               |  |                  |                  |                  |                  |                  |                  |  |  |                   |                   |                   |                   |                   |                   |
|             |             |             |             |             |             |  |  |                     |                     |                     |                     |                     |                     |  |  |            |            |            |            |            |            |  |  |               |               |               |               |                     |               |               |  |                  |                  |                  |                  |                  |                  |  |  |                   |                   |                   |                   |                   |                   |
|             |             |             |             |             |             |  |  |                     |                     |                     |                     |                     |                     |  |  |            |            |            |            |            |            |  |  |               |               |               |               |                     |               | IMAAWS (1981) |  |                  |                  |                  |                  |                  |                  |  |  |                   |                   |                   |                   |                   |                   |
|             |             |             |             |             |             |  |  |                     |                     |                     |                     |                     |                     |  |  |            |            |            |            |            |            |  |  |               |               |               |               |                     |               |               |  |                  |                  |                  |                  |                  |                  |  |  |                   |                   |                   |                   |                   |                   |
|             |             |             |             |             |             |  |  |                     |                     |                     |                     |                     |                     |  |  |            |            |            |            |            |            |  |  |               |               |               |               |                     |               |               |  | SMAW (1983)      |                  |                  |                  |                  |                  |  |  |                   |                   |                   |                   |                   |                   |
|             |             |             |             |             |             |  |  |                     |                     |                     |                     |                     |                     |  |  |            |            |            |            |            |            |  |  |               |               |               |               |                     |               |               |  |                  |                  |                  |                  |                  |                  |  |  |                   |                   |                   |                   |                   |                   |

На базе имеющегося задела в дальнейшем были созданы ПТРК «Дракон-3» и «Супер Дракон», превосходящие вторую модель в полтора-два раза по дальности стрельбы, более лёгкие и с меньшим импульсом отдачи в момент пуска, усовершенствованной системой наведения и тандемной боевой частью составленной из расположенных последовательно вспомогательного (precursor charge) и главного (main charge) зарядов, обеспечивающих поражение любых существующих образцов бронетехники периода разработки.